# كاسبار إف. غودريش
كاسبار إف. غودريش (بالإنجليزية: Caspar F. Goodrich)‏ هو ضابط أمريكي، ولد في 7 يناير 1847 في فيلادلفيا في الولايات المتحدة، وتوفي في 26 يناير 1925.